# Acomys mullah
Acomys mullah é uma espécie de roedor da família Muridae.
Pode ser encontrada nos seguintes países: Djibouti, Eritreia, Etiópia e Somália.
Os seus habitats naturais são: matagal árido tropical ou subtropical e áreas rochosas.